# Detergent

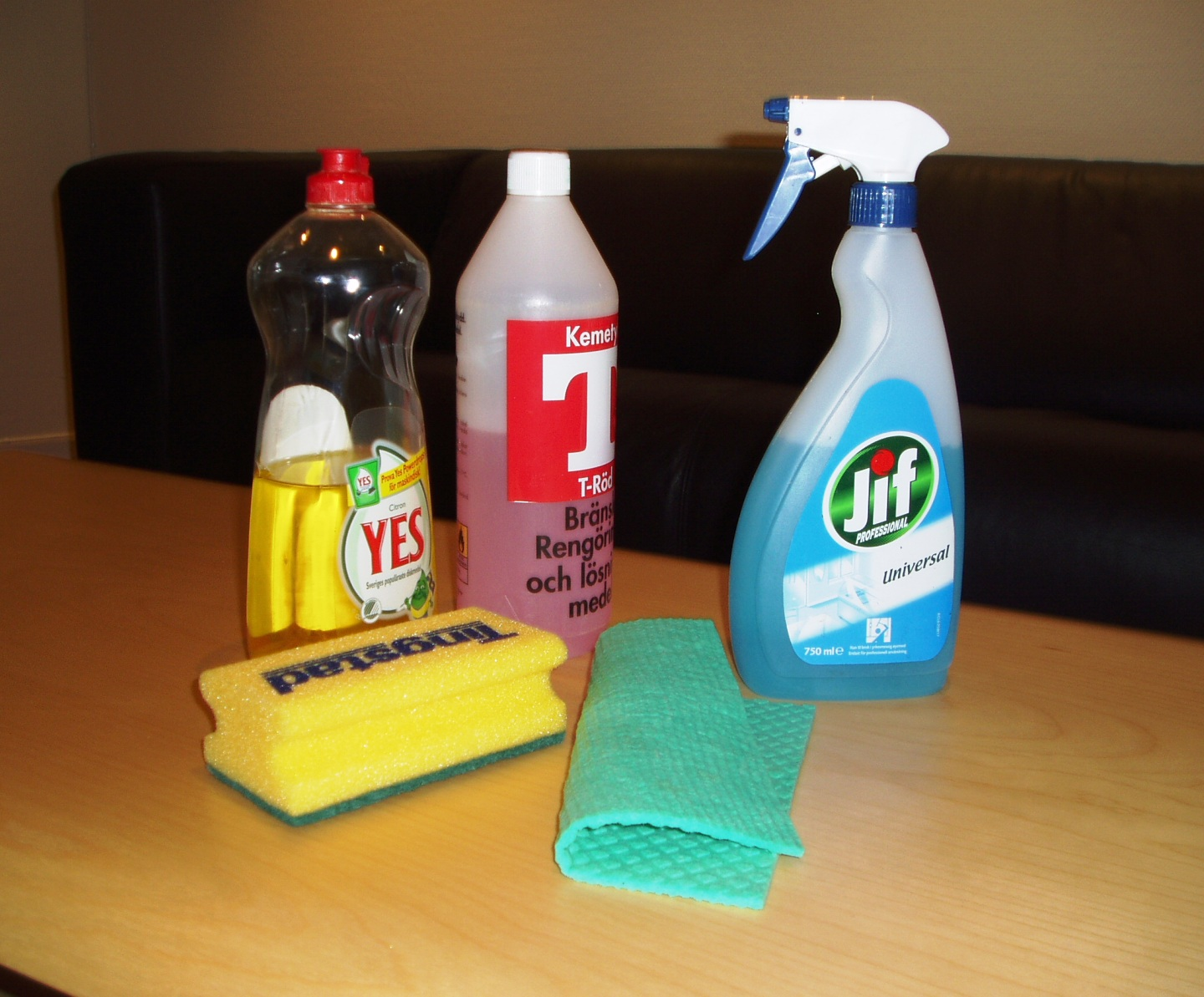
Komerční balení detergentů

Detergent je chemická látka určená k čištění jako mycí prostředek (čisticí prostředek). Obecně termín „detergentní“ (též „deterzivní“) znamená „čisticí“ nebo „mající čisticí vlastnosti“, „detergence“ udává schopnost převádět nečistoty obsahující nepolární sloučeniny do roztoku. Chemicky se jedná o směs zejména tenzidů (surfaktantů, čili povrchově aktivních sloučenin) a dalších přídatných látek. V molekule surfaktantu je obsažen delší nepolární (lipofilní) řetězec zakončený polární skupinou (karboxyl nebo sulfonát), prostřednictvím které interaguje s vodným rozpouštědlem.

## Terminologie
Termín „detergent“ se obvykle používá pro odlišení těchto čisticích látek od mýdla, což je sodná nebo draselná sůl mastných kyselin. V počátcích vývoje nemýdlových tenzidů pro komerční čisticí prostředky byl pro odlišení prosazován termín syndet, jako zkratka pro syntetický detergent. Nikdy se však nestal populárním a navíc je nesmyslný, protože i mnoho mýdel je syntetizováno (z glyceridů). Používá se také termín saponát, což je starší označení pro jakýkoliv syntetický tenzid.
Přesně vymezit, co je a co není detergent, je složité. Pravděpodobně nejčastěji používanými čisticími prostředky jsou vodné roztoky mýdla nebo směsi složené z mýdel a syntetických saponátů. Ovšem ne všechna mýdla mají významný čisticí účinek, a naopak, i když se termíny „detergent“ a „mýdlo“ někdy zaměňují, ne každý detergent je mýdlo. Termín detergent se někdy používá pro označení jakéhokoli tenzidu, i když není použit k čištění. Pojem detergent má ale užší význam než obecně tenzid, detergent je totiž tenzid určený ke konkrétnímu účelu, k mytí a čištění. Někdy se jako čisticí prostředky (detergenty) označují i látky, které jsou složitější než pouhé směsi chemických sloučenin. Kromě mýdel a saponátů se jako tenzidy používají také kvartérní amoniové sloučeniny.
Přirozeným detergentem je žluč, obsahující deriváty kyseliny cholové.

## Historie
Detergentních účinků určitých syntetických tenzidů si v roce 1913 všiml belgický chemik A. Reychler. První komerčně vyráběným čisticím prostředkem, který čerpal ze zmíněných pozorování, byl Nekal, prodávaný v Německu v roce 1917, aby zmírnil nedostatek mýdla za 1. světové války. Novým budováním a pozdější přestavbou amerických továren (původně vyrábějící letecké palivo) tak, aby vyráběly tetrapropylen, používaný v čisticích prostředcích pro domácnost, došlo ke konci 40. let k rychlému růstu jejich používání. Koncem 60. let byly firmou Procter & Gamble uvedeny na americký trh biologické čisticí prostředky obsahující enzymy, které lépe odstraňují nečistoty bílkovinného původu (například od vajec).

## Vlastnosti
Syntetické tenzidy čili detergenty/saponáty jsou vyráběny z vyšších alifatických nebo aromatických uhlovodíků získaných z ropy a dehtu, ze syntetických mastných kyselin, aminů, amidů, nitrilů a dalších látek. Neporušují živočišná vlákna, nejsou citlivé na tvrdou vodu, mají vyšší dispergační schopnost, lepší smáčivost a perou v nižších koncentracích a za nižších teplot než mýdlo. Saponáty se rozdělují podle charakteru aktivní skupiny molekuly tenzidu, které mohou být:
- anionické (natrium-sek-alkylbenzensulfonát či další alkylbenzensulfonany, alkylsulfáty a alkensulfonany)
- kationické (některé kvartérní amoniové soli a „esterquaty“)
- amfoterní (kokamidopropyl betain a další)
- neionické (látky bez iontových skupin, např. oxyethylenáty, deriváty alkanolaminů, aminoxidy a některé polyhydroxysloučeniny)

## Dopady na životní prostředí
Detergenty mohou obsahovat řadu různých dráždivých chemických látek. Některé syntetické detergenty jsou obtížně biologicky odbouratelné, čímž ohrožují životní prostředí. V praxi užívané prací prostředky obsahují často také fosfáty, jejichž únik do odpadních vod vyvolává jev zvaný eutrofizace. Podporují tak růst vodních sinic, které při přemnožení škodí vodním ekosystémům.